# Mil días de promesas
Mil días de promesas (en hangul, 천일의 약속; en hanja, 千日의 約束) también conocida como A Thousand Days' Promise, es una serie de televisión surcoreana emitida durante 2011 y protagonizada por Soo Ae y Kim Rae Won.
Fue trasmitida por SBS desde el 17 de octubre al 20 de diciembre de 2011, finalizando con una longitud de 20 episodios al aire las noches de los días lunes y martes a las 21:55 (KST). Fue escrita por el famoso guionista Kim Soo Hyun.

## Argumento
Lee Seo Yeon, una mujer de espíritu libre, está teniendo un romance secreto con Park Ji Hyung, un arquitecto que tiene una novia. Al enterarse de que los padres Ji Hyung fijan una fecha para su boda, Seo Yeon se separa de él. Pero ella no tiene tiempo para lamentarse sobre su ruptura dolorosa, ya que ella es diagnosticada con principios de Alzheimer una enfermedad muy poco probable que una mujer de 30 años de edad. 
Ji Hyung rompe su compromiso sólo dos días antes de la boda para volver a su exnovia. A pesar de la vehemente oposición de sus padres e incluso de sí misma Seo Yeon, nunca se da por vencido con ella y se casa con ella sin demora. El marido cariñoso se dedica a cuidar de su esposa enferma, que está perdiendo su capacidad de recordar. 
A pesar de su condición desfavorable, la pareja intenta aferrarse a amar y vivir hasta el final. Tienen un bebé y encuentran la felicidad en su vida matrimonial de vez en cuando, a pesar de que ambos son conscientes de un trágico final que les espera.

## Reparto

### Principal
- Soo Ae como Lee Seo Yeon.[4]
- Kim Rae Won como Park Ji Hyung.[5]

### Secundario
Cercanos a Seo Yeon
- Lee Sang-woo como Jang Jae-min.[6]
- Oh Mi Yeon como Tío de Seo Yeon.
- Yoo Seung Bong como Tío de Seo Yeon.
- Park Yoo Hwan como Lee Moon Kwon.
  - Seo Young-joo como Lee Moon-kwon (de joven)
- Jung Joon como Cha Dong Chul.
- Moon Jung Hee como Jang Myung Hee.
- Yang Han Yeol como Myung Hee.
- Kim Boo Sun como Madre de Seo Yeon y Moon Kwon.

Cercanos a Ji Hyung
- Kim Hae Sook como Kang Soo Jung.
- Lim Chae Moo como Park Chang Soo.
- Jo Eun Deok como Kang Soo Ik.

Cercanos a Hyang Ki
- Jung Yoo Mi como Noh Hyang Gi.[7]
- Lee Mi Sook como Oh Hyun Ah.
- Park Yeong-gyu como Noh Hong-gil.
- Song Chang Eui como Noh Young Soo.

Otros
- Jang Hyun-sung como Dr. Kim Hyun-min.
- Kang Rae Yeon.
- Park Shi Hyun.
- Seo Mi Young.
- Go In Bum.
- Alex Chu como Suk Ho.
- Han Bo Bae como Seo Yeon (joven).
- Yoo Hye Ri.
- Lee Sung Min.
- Nam Kyung Min.
- Han Byul como Park Ye Eun.
- Lee Sung-min como jefe de Seo-yeon (cameo, ep. n.º 1).

## Banda sonora
1. Baek Ji Young - «It Hurts Here»
2. Shin Seung Hoon - «The First Like Say»
3. Sung Si Kyung - «One Time Love»
4. 8Eight - «One Person»
5. Park Ji Hee - «Don´t Love Me»

## Recepción

### Audiencia
En Azul la audiencia más baja y en rojo la más alta, correspondientes a las empresas medidoras TNms y AGB Nielsen.
| Ep. #    | Fecha original de emisión | Share        | Share        | Share       | Share       |
| Ep. #    | Fecha original de emisión | TNmS Ratings | TNmS Ratings | AGB Nielsen | AGB Nielsen |
| Ep. #    | Fecha original de emisión | Nacional     | Seúl         | Nacional    | Seúl        |
| -------- | ------------------------- | ------------ | ------------ | ----------- | ----------- |
| 1        | 17 de octubre de 2011     | 12.1%        | 14.8%        | 12.8%       | 14.7%       |
| 2        | 18 de octubre de 2011     | 13.0%        | 16.2%        | 14.6%       | 17.3%       |
| 3        | 24 de octubre de 2011     | 14.3%        | 16.8%        | 15.1%       | 16.8%       |
| 4        | 25 de octubre de 2011     | 14.9%        | 17.2%        | 17.5%       | 19.2%       |
| 5        | 31 de octubre de 2011     | 14.9%        | 17.3%        | 15.5%       | 17.6%       |
| 6        | 1 de noviembre de 2011    | 16.4%        | 19.4%        | 17.2%       | 19.7%       |
| 7        | 7 de noviembre de 2011    | 15.8%        | 19.3%        | 17.5%       | 19.8%       |
| 8        | 8 de noviembre de 2011    | 16.9%        | 19.5%        | 19.2%       | 21.3%       |
| 9        | 14 de noviembre de 2011   | 15.8%        | 19.0%        | 16.2%       | 18.0%       |
| 10       | 15 de noviembre de 2011   | 16.2%        | 19.4%        | 17.2%       | 19.2%       |
| 11       | 21 de noviembre de 2011   | 15.2%        | 17.7%        | 16.7%       | 18.3%       |
| 12       | 22 de noviembre de 2011   | 15.7%        | 19.0%        | 17.4%       | 18.9%       |
| 13       | 28 de noviembre de 2011   | 14.6%        | 17.6%        | 16.7%       | 18.5%       |
| 14       | 29 de noviembre de 2011   | 14.4%        | 18.2%        | 16.8%       | 18.8%       |
| 15       | 5 de diciembre de 2011    | 14.1%        | 17.1%        | 15.6%       | 17.3%       |
| 16       | 6 de diciembre de 2011    | 15.0%        | 18.5%        | 16.9%       | 18.1%       |
| 17       | 12 de diciembre de 2011   | 14.7%        | 18.4%        | 15.3%       | 17.1%       |
| 18       | 13 de diciembre de 2011   | 15.4%        | 18.5%        | 16.9%       | 18.0%       |
| 19       | 19 de diciembre de 2011   | 15.7%        | 19.3%        | 17.0%       | 18.0%       |
| 20       | 20 de diciembre de 2011   | 19.6%        | 23.5%        | 19.8%       | 20.4%       |
| Promedio | Promedio                  | 15.2%        | 18.3%        | 16.6%       | 18.4%       |

## Premios y nominaciones
| Año  | Premio                               | Categoría                                                   | Nominado                 | Resultado |
| ---- | ------------------------------------ | ----------------------------------------------------------- | ------------------------ | --------- |
| 2011 | SBS Drama Awards                     | Mejor Drama                                                 | A Thousand Days' Promise | Nominado  |
| 2011 | SBS Drama Awards                     | Premio a la alta excelencia, actor en un drama especial     | Kim Rae Won              | Ganador   |
| 2011 | SBS Drama Awards                     | Premio a la alta excelencia, actriz en un drama especial    | Soo Ae                   | Ganador   |
| 2011 | SBS Drama Awards                     | Premio a la excelencia, actor en un drama especial          | Lee Sang-woo             | Nominado  |
| 2011 | SBS Drama Awards                     | Premio a la excelencia, actriz en un drama especial         | Jeong Yu Mi              | Nominado  |
| 2011 | SBS Drama Awards                     | Premio especial a la actuación, actriz en un drama especial | Lee Mi Sook              | Ganador   |
| 2011 | SBS Drama Awards                     | Premio a la nueva estrella                                  | Jeong Yu Mi              | Ganador   |
| 2011 | SBS Drama Awards                     | Estrellas Top 10                                            | Soo Ae                   | Ganador   |
| 2011 | SBS Drama Awards                     | Estrellas Top 10                                            | Kim Rae Won              | Ganador   |
| 2012 | 48th Baeksang Arts Awards            | Mejor actriz (TV)                                           | Soo Ae                   | Nominado  |
| 2012 | 48th Baeksang Arts Awards            | Mejor nuevo actor (TV)                                      | Park Yu Hwan             | Nominado  |
| 2012 | 48th Baeksang Arts Awards            | Mejor nueva actriz (TV)                                     | Jeong Yu Mi              | Nominado  |
| 2012 | 7th Seoul International Drama Awards | Mejor guionista                                             | Kim Soo Hyun             | Nominado  |
| 2012 | 5th Korea Drama Awards               | Premio a la alta excelencia, actriz                         | Soo Ae                   | Nominado  |

## Emisión internacional
- Canadá: All TV.
- Colombia: Canal RCN
- Ecuador: Teleamazonas.
- Estados Unidos: Pasiones TV.
- Filipinas: ABS-CBN (2013).
- Hong Kong: Now 101.
- Malasia: RTM2 (2012).
- Perú: Panamericana.
- Singapur: VV Drama
- Taiwán: EBS.
- Vietnam: VTV1 y HTV7.